# Eryngium haenkei
Eryngium haenkei là một loài thực vật có hoa trong họ Hoa tán. Loài này được C.Presl ex DC. mô tả khoa học đầu tiên năm 1830.